# Saronomus capensis
Genre
Synonymes
- Sarophorus Kraepelin, 1899 nec Erichson 1847

Espèce
Synonymes
- Sarophorus capensis Kraepelin, 1899

Saronomus capensis, unique représentant du genre Saronomus, est une espèce de solifuges de la famille des Ammotrechidae.

## Distribution
Cette espèce se rencontre en Colombie et au Venezuela.

## Description
Le mâle holotype mesure 16 mm.

## Publications originales
- Kraepelin, 1899 : Zur systematik der Solifugen. Mitteilungen aus dem Naturhistorischen Museum in Hamburg, vol. 16, p. 197-259 (texte intégral).
- Kraepelin, 1900 : Über einige neue Gliederspinnen. Abhandlungen und Verhandlungen des Naturwissenschaftlichen Vereins in Hamburg, vol. 16, no 4, p. 1-17.